# Elaine Kellett-Bowman
Elaine Kellett-Bowman (n. 8 iulie 1924) este un om politic britanic, membru al Parlamentului European în perioadele 1973-1979 și 1979-1984 din partea Regatului Unit. 
1. 1 2  Oxford Dictionary of National Biography
2. 1 2 3 4 5 6 7  Hansard 1803–2005
3. ↑  Deputații în Parlamentul European